# Joannes Zacheus
Joannes Zacheus, actif vers 1554 / 1569, est un compositeur de l'école franco-flamande. 

## Joannes Zacheus
Outre que l'on sait que l'éditeur et imprimeur Jacob Baethen reprit deux de ses chansons à quatre voix dans son anthologie de chansons néerlandaises, publiée à Maastricht en 1554 (Dat ierste boeck vanden nieuwe Duijtsche liedekens, ou Le Premier Recueil de nouvelles chansons néerlandaises), on est peu renseigné sur ce compositeur.  De ces deux chansons, celle qui a comme incipit Ic en can mij niet bedwinghen est attribuée à Jan Belle dans une publication ultérieure, de 1572, de l'imprimeur Petrus Phalesius de Louvain, alors que Miins liefkens bruijn ooghen est considérée comme une harmonisation de la mise en musique par Carolus Souliaert de cette chanson. 

## Sources
- (nl) BONDA, Jan Willem.  De meerstemmige Nederlandse liederen van de vijftiende en zestiende eeuw, Hilversum, Verloren, 1996  (ISBN 90-6550-545-8)
- (de) LEMPERT, Susan.  Studien zu den Chansons und Motetten von Matheus Pipelare (mémoire), Hambourg, 2004